# Gabriele Jörchel
Gabriele Jörchel (geboren 22. Dezember 1955 in Frankfurt am Main) ist eine deutsche Juristin, ehemalige Richterin und Gerichtspräsidentin. 2013 wurde die Juristin als erste Frau an die Spitze des Hessischen Landesarbeitsgerichts berufen. Am 31. Mai 2019 ging Jörchel in den Ruhestand.

## Ausbildung
Nach dem Abitur machte Jörchel eine Lehre als Bankkauffrau und arbeitete kurz in diesem Beruf. 1977 begann sie ein Studium der Rechtswissenschaften an der Johann Wolfgang Goethe-Universität in Frankfurt am Main. Sie beendete das Studium 1983 mit der Ersten Juristischen Staatsprüfung. Nach dem Rechtsreferendariat im Oberlandesgerichtsbezirk Frankfurt am Main absolvierte sie 1986 die Zweite Juristische Staatsprüfung.

## Karriere

### Arbeitsgerichte Offenbach und Hanau
Nach Abschluss der juristischen Ausbildung war Jörchel ein Jahr lang als Rechtsanwältin tätig. 1987 wurde sie zur Richterin auf Probe an das Arbeitsgericht Offenbach am Main berufen. Anschließend wurde sie an das Arbeitsgericht Hanau abgeordnet und ist seit 1990 Richterin auf Lebenszeit.

### Hessisches Landesarbeitsgericht
Von Dezember 2000 bis Juni 2001 wurde sie an das Hessische Landesarbeitsgericht abgeordnet, wo sie im Juni 2002 zur Vorsitzenden Richterin ernannt wurde. 
Von Dezember 2007 bis Juni 2008 wurde sie an das Hessische Justizministerium abgeordnet.
Am 19. Mai 2010 wurde Jörchel Vizepräsidentin am Hessischen Landesarbeitsgericht.

### Präsidentin am Hessischen Landesarbeitsgericht
Am 1. Juni 2013 wurde Gabriele Jörchel vom Hessischen Minister der Justiz, für Integration und Europa und stellvertretende Ministerpräsident Jörg-Uwe Hahn (FDP) zur Präsidentin des Hessischen Landesarbeitsgerichts mit Sitz in Frankfurt am Main ernannt. Sie löste Peter Bader ab, der zum 30. Mai 2013 in den Ruhestand verabschiedet wurde.
Mit Peter Bader hat Jörchel 2013 die erste Version des Streitwertkatalogs für Arbeitsrecht erstellt. Nach Veröffentlichung der ersten Version des Streitwertkatalog gab es Kritik von Seiten einiger Anwälte, die sich vor vollendete Tatsachen gestellt sahen, ohne einbezogen worden zu sein. Dies wurde bei den Aktualisierungen berücksichtigt. Seitdem wurde er 2016, 2018 und 2024aktualisiert.
Wichtige Themen, mit denen sich Jörchel während ihrer Amtszeit auseinandersetzen musste, waren:
- Zulässigkeit von Streikmaßnahmen im Flug- und Bahnverkehr
- Neue Arbeitszeitmodell, Vertriebsmodelle und Einkommensverhältnisse durch die Globalisierung
- Auswirkungen des Europarechts auf bundesrepublikanische Arbeitsverhältnisse

Am 31. Mai 2019 wurde Jörchel in den Ruhestand verabschiedet. Ihr Nachfolger im Amt ist sei 2020 Frank Woitaschek.

## Veröffentlichungen (Auswahl)
- Peter Bader, Gabriele Jörchel: Vereinheitlichung der arbeitsgerichtlichen Streitwerte. In: Neue Zeitschrift für Arbeitsrecht (NZA). 2013, S. 809–815.
- Peter Bader, Gabriele Jörchel: Das Befristungsrecht weiter in Bewegung. In: Neue Zeitschrift für Arbeitsrecht (NZA). 2016, S. 1105.
- Gabriele Jörchel: Einführung zum Streitwertkatalog für die Arbeitsgerichtsbarkeit. In: Neue Zeitschrift für Arbeitsrecht (NZA). Band 8, 2018, S. 497.
- Gabriele Jörchel: Streitwertkatalog für die Arbeitsgerichtsbarkeit. In: Neue Zeitschrift für Arbeitsrecht (NZA). Band 8, 2018, S. 498 ff.

## Ämter und Mitgliedschaften
- Vorsitzende der Streitwertkommission 2014 bis 2019. Nachfolgerin ab 1. Juni 2019 ist Kathrin Thies.[2][10]
- Obfrau für ein computergestütztes Antikorruptionssystem bei der Reisebank AG in Frankfurt am Main.[3]
- Mitglied im Verbandsausschuss des Deutschen Arbeitsgerichtsverbands von 2014 bis 2017[11]